# Crocothemis striata
Crocothemis striata – gatunek ważki z rodziny ważkowatych (Libellulidae).